# إم. جي. روز
إم. جي. روز (بالإنجليزية: M. J. Rose)‏ (1953)؛ كاتِبة وروائية أمريكية. درست في جامعة سيراكيوز.

## روابط خارجية
- إم. جي. روز على موقع IMDb (الإنجليزية)